# Torás (Espanha)
Torás (em castelhano e oficialmente) ou Toràs (em valenciano) é um município da Espanha na província de Castelló, Comunidade Valenciana. Tem 16,8 km² de área e em 2021 tinha 247 habitantes (densidade: 14,7 hab./km²).

## Demografia
| Variação demográfica do município entre 1991 e 2004 | Variação demográfica do município entre 1991 e 2004 | Variação demográfica do município entre 1991 e 2004 | Variação demográfica do município entre 1991 e 2004 |
| --------------------------------------------------- | --------------------------------------------------- | --------------------------------------------------- | --------------------------------------------------- |
| 1991                                                | 1996                                                | 2001                                                | 2004                                                |
| 310                                                 | 278                                                 | 238                                                 | 266                                                 |